# والتر إتش بيركهولدر
والتر إتش بيركهولدر (بالإنجليزية: Walter H. Burkholder)‏ هو عالم أمراض وعالم نبات أمريكي، ولد في 1891، وتوفي في 31 يناير 1983.